# Ctenochaetus binotatus
Poisson-chirurgien à deux taches
Espèce
Synonymes
- Ctenochaetus oculocoeruleus Fourmanoir, 1966

Statut de conservation UICN

 LC  : Préoccupation mineure
Ctenochaetus binotatus, communément nommé Poisson-chirurgien à deux taches, est une espèce de poissons marins de la famille des Acanthuridae.
Le Poisson-chirurgien à deux taches est présent dans les eaux tropicales de la région Indo-Pacifique, la Mer Rouge et l'archipel d'Hawaii exlus.
Sa taille maximale est de 22 cm.